# Orchamoplatus perdentatus
Orchamoplatus perdentatus là một loài côn trùng cánh nửa trong họ Aleyrodidae, phân họ Aleyrodinae.
Orchamoplatus perdentatus được Dumbleton miêu tả khoa học đầu tiên năm 1961.